# Anomala viridisericea
Anomala viridisericea es una especie de escarabajo del género Anomala, familia Scarabaeidae. Fue descrita científicamente por Ohaus en 1905.
Esta especie se encuentra en Vietnam, Laos y Hainan. 